# Синбад (комик)
Синбад (настоящее имя Дэвид Эдкинс; р. 10 ноября 1956, Бентон-Харбор, Мичиган, США) — американский стендап-комик и актёр кино и телевидения.
Окончил школу в родном городе, где участвовал в работе самодеятельного оркестра, в 1974—1978 годах учился в колледже университета Денвера, выступая также за студенческую баскетбольную команду. Позже служил в ВВС США, после демобилизации начал карьеру стендап-комика, тогда же выбрав себе сценический псевдоним «Синбад» в честь Синбада-морехода, героя арабских сказок «Тысячи и одной ночи».
Свою первую роль на телевидении получил в 1987 году, снявшись в ситкоме «Другой мир». В начале 1990-х годов его популярность существенно возросла, в 1993—1994 годах на канале Fox выходило его персональное шоу, ориентированное на детскую аудиторию. В 1995 году он создал собственную компанию под названием David & Goliath Productions. Впоследствии неоднократно снимался и продолжает сниматься в различных кинофильмах и телесериалах.
В 2006 году был назван журналом Maxim худшим комиком всех времён. В 2009 году также был включён в список десяти самых злостных неплательщиков налогов в штате Калифорния: по некоторым данным, он должен государству 2,5 миллиона долларов. Женат, имеет двоих детей.